# Treinta y nueve (serie de televisión)
Treinta y nueve (en hangul, 서른, 아홉; RR, Seoreun ahob) es una serie de televisión surcoreana dirigida por Kim Sang-ho y protagonizada por Son Ye-jin, Jeon Mi-do, Kim Ji-hyun y Yeon Woo-jin. Se emitirá por el canal JTBC los miércoles y jueves a las 22:30 (KST), desde el 16 de febrero hasta el 24 de marzo de 2022. También se distribuirá a través de la plataforma Netflix.

## Sinopsis
La serie sigue la vida real y los amores de tres amigas que están a punto de cumplir los cuarenta años. Se conocieron a los dieciocho y han mantenido una fuerte unión desde entonces.

## Reparto

### Protagonistas
- Son Ye-jin como Cha Mi-jo, de familia acomodada, ahora es directora de una clínica dermatológica en Gangnam. Sincera y activa en las cosas que le gustan, espera con ansias un año sabático para practicarlas.[4][5][6]
- Jeon Mi-do como Jung Chan-young, una vez fue aspirante a actriz, pero ahora trabaja como profesora de interpretación y vuelca su pasión en sus alumnos. Y, en efecto, es reconocida por saber dirigir a actores que se preparan para una obra importante. Sabe hablar de modo directo y franco con todos.[7]
- Kim Ji-hyun como Jang Joo-hee, trabaja en unos grandes almacenes como encargada de cosméticos. Su timidez le ha impedido tener aún una relación romántica.[8][9][10]
- Yeon Woo-jin como Kim Sun-woo, tiene también 39 años, y es un dermatólogo que vuelve a Corea después de haberse formado y vivido en Estados Unidos. Tiene una personalidad afectuosa y se siente muy atraído por Mi-jo, a la que conoció casualmente.[11][12]
- Lee Moo-saeng como Kim Jin-seok, es representante de Champ Entertainment, una agencia de entretenimiento, y tiene una personalidad tranquila, seria y cariñosa. Se enamora a primera vista de Chan-young, a quien también conoció por casualidad.[13][14]
- Lee Tae-hwan como Park Hyun-joon, el presidente y chef de Chinatown, de 35 años. Aunque es un cocinero lo suficientemente hábil como para ser apreciado y reconocido en un hotel, es un personaje valiente que abrió un restaurante porque quería cocinar en el suyo. En él conoció a Joo-hee, en cuya compañía se siente feliz, y sus amigas, todas clientes habituales.[11][13]

### Reparto secundario

#### Familia de Mi-jo
- Lee Kan-hee como Yeon Jung-hwa, la madrastra de Mi-jo.
- Kang Mal-geum como Cha Mi-hyun, hermana mayor de Mi-jo.[15]
  - Yoon Hye-bin como Mi-hyun de niña.
- Park Ji-il como el profesor Cha Yoo-hyuk, padre de Mi-jo y Mi-hyun.[16]
- Seo Ji-young como Lee Kyung-sook, la madre biológica de Mi-jo.[17]

#### Familia de Chan-young
- Seo Hyun-chul como Jung Hong-shik, el padre de Chan-young.[18][19]
- Lee Ji-hyun como Kim Kyung-ae, la madre de Chan-young.[20]

#### Otros
- Ahn So-hee como Kim So-won, la hermana menor de Sun-woo, y es pianista.[21]
- Cho Won-hee como Kim Jung-taek, padre de Sun-woo y padre adoptivo de So-won.
- Song Min-ji como Kang Sun-joo, mujer de Jin-seok. Proviene de una familia adinerada y tiene un fuerte deseo de tener lo que se le antoja.[22]
- Oh Se-young como Cho Hye-jin, novia de Hyun-joon, estudiante.
- Park Jung-eon como la jefa de la pastelería de Chan-young.
- Han Sun-ho como Chan-young de joven.[23]
- Shin So-hyun como Mi-jo de joven.[24]
- Lee Da-yeon como Joo-hee de joven.
- Nam Ki-ae como Park Jung-ja, la madre de Joo-hee.
- Lee Yoo-jung como una esposa enojada (ep. 1).
- Ha Sung-min como un hombre que tiene una aventura (ep. 1).
- Yang Jin-sun como una de las amigas de la esposa enojada (ep. 1).
- Kim Bi-ni como una de las amigas de la esposa enojada (ep. 1).
- Kang Ae-shim como la directora del orfanato Onnuri Child Care Center (ep. 1).
- Lee Seung-joon como un niño huérfano del Onnuri Child Care Center (ep. 1).
- Noreen Joyce Guerra como una mujer en el restaurante (ep. 1).
- Kim Mi-ra como la dueña de la florería (ep. 2).
- Jeon Seok-chan como el doctor Kim (ep. 2, 4).
- Kim In-yi como una mesera (ep. 3).
- Sim So-yeon como la doctora de la madre de Jang Joo-hee (ep. 3).
- Jeon Kwang-jin como Seok Hoon (ep. 3-4).
- Han Soo-a como una amiga de Cho Hye-jin (ep. 4).
- Choi Nam-wook como un ciente del club (ep. 4).
- Kim Sung-yong como un cliente del club (ep. 4).
- Park Jin-young como una vendedora de ropa (ep. 4).
- Park Jin-young como un psiquiatra (ep. 5).
- Kim Saet-byul como una compañera de trabao de Jane (ep. 5).
- Seon Yool-woo como un personal de seguridad (ep. 6).
- Jung Eui-soon como una clienta (ep. 6).
- Jwa Chae-won como la hija de la clienta (ep. 6).
- Jang Jae-kwon como un maestro de secundaria (ep. 6).
- Park Jung-min como el director (ep. 7).
- Park Bin como el asistente del director (ep. 7).
- Kim Min-chae como una paciente del hospital (ep. 8).
- Kim Soo-kyung como una cajera (ep. 9).
- Kim Soo-ol como una enfermera.
- Im Ye-eun como una enfermera.
- Song Jin-hee como una enfermera.
- Kang Seo-kyung como una enfermera.
- Lee Yeon-joo como una vendedora de cosméticos.

### Apariciones especiales
- Kim Kwon como un estudiante de actuación de Jung Chan-young (episodio n.º 1).[25]
- Hwang Bo-reum-byeol como una estudiante de actuación de Jung Chan-young (episodio n.º 3).
- Han Bo-reum como una estudiante de actuación (episodio n.º 7).
- Im Si-wan como Im Si-wan, exalumno de actuación de Jung Chan-young  (episodio n.º 10).[26][27]
- Kang Tae-oh como un empleado a tiempo parcial en el restaurante Chinatown de Hyun-joon, y amigo de este (episodio n.º 11).[28][29]

## Producción
Es la primera ocasión en que Jeon Mi-do y Kim Ji-hyun, ambas actrices musicales, son compañeras de reparto. Anteriormente habían sido elegidas para el mismo papel, el de Tae-hee en el musical de 2013 Bungee Jump, por lo que compartieron la obra pero no el escenario.
El 8 de diciembre de 2021, la protagonista Son Ye-jin publicó algunas fotos desde el set de rodaje.
El 15 de diciembre se publicó el primer cartel de la serie, al que siguieron otros de las tres protagonistas el 5 y el 19 de enero de 2022. También en enero se publicaron fotos de la lectura del guion. El primer tráiler se publicó el 14 de enero. El 17 de febrero de 2022 se realizó al conferencia de prensa en línea.

## Banda sonora original
| Parte | Fecha de publicación  | N.º | Título                          | Letra                            | Música                                       | Artista         | Duración |
| ----- | --------------------- | --- | ------------------------------- | -------------------------------- | -------------------------------------------- | --------------- | -------- |
| 1     | 16 de febrero de 2022 | 1   | «Still Here» (그때 우리가)      | Kwon Young-chan, Kang Ah-sol     | Kwon Young-chan                              | Kang Ah-sol     | 3:51     |
| 1     | 16 de febrero de 2022 | 2   | «Still Here» (inst.)            |                                  | Kwon Young-chan                              |                 | 3:51     |
| 2     | 23 de febrero de 2022 | 1   | «I Was a Fool»                  | FROMM                            | FROMM                                        | FROMM           | 2:58     |
| 2     | 23 de febrero de 2022 | 2   | «I Was a Fool» (inst.)          |                                  | FROMM                                        |                 | 2:58     |
| 3     | 3 de marzo de 2022    | 1   | «That's All» (이것밖에)         | Choi Yu-ree                      | Choi Yu-ree                                  | Choi Yu-ree     | 4:25     |
| 3     | 3 de marzo de 2022    | 2   | «That's All» (inst.)            |                                  | Choi Yu-ree                                  |                 | 4:25     |
| 4     | 10 de marzo de 2022   | 1   | «Flower Language» (꽃말)        | Kwon Young-chan                  | Kwon Young-chan                              | Car, the Garden | 4:06     |
| 4     | 10 de marzo de 2022   | 2   | «Flower Language» (inst.)       |                                  | Kwon Young-chan                              |                 | 4:06     |
| 5     | 17 de marzo de 2022   | 1   | «In your days» (너의 하루 끝에) | Song Yang-Ha, Kim Jae-hyun, Kyoi | Song Yang-Ha, Kim Jae-hyun, Kyoi, Kim Ha-jun | Wheein          | 3:58     |
| 5     | 17 de marzo de 2022   | 2   | «In your days» (inst.)          |                                  | Song Yang-Ha, Kim Jae-hyun, Kyoi, Kim Ha-jun |                 | 3:58     |
| 6     | 24 de marzo de 2022   | 1   | «Did» (그랬을까)                | Jung Joon-il                     | Jung Joon-il                                 | Jung Joon-il    | 3:49     |
| 6     | 24 de marzo de 2022   | 2   | «Did» (inst.)                   |                                  | Jung Joon-il                                 |                 | 3:49     |

## Recepción

### Índices de audiencia
Según Nielsen Korea, la serie alcanzó con el 8,122 % su mayor cuota de audiencia en el último episodio, emitido el mismo día de la boda de una de las protagonistas, Son Ye-jin, con el también actor Hyun Bin.
| Temporada | Temporada | Episodio número | Episodio número | Episodio número | Episodio número | Episodio número | Episodio número | Episodio número | Episodio número | Episodio número | Episodio número | Episodio número | Episodio número | Promedio |
| Temporada | Temporada | 1               | 2               | 3               | 4               | 5               | 6               | 7               | 8               | 9               | 10              | 11              | 12              | Promedio |
| --------- | --------- | --------------- | --------------- | --------------- | --------------- | --------------- | --------------- | --------------- | --------------- | --------------- | --------------- | --------------- | --------------- | -------- |
|           | 1         | 1.052           | 1.193           | 1.623           | 1.614           | 1.086           | 1.401           | 1.210           | 1.520           | 1.379           | 1.546           | 1.314           | 1.714           | 1.387    |

| Episodio | Fecha de emisión      | Título                                       | Índice de audiencia (Nielsen Korea) | Índice de audiencia (Nielsen Korea) |
| Episodio | Fecha de emisión      | Título                                       | Nacional                            | Seúl                                |
| --- | --------------------- | -------------------------------------------- | ----------------------------------- | ----------------------------------- |
| 1 | 16 de febrero de 2022 | Thirty, Nine                                 | 4,406 % (3.ª)                       | 4,453 % 3.ª)                        |
| 2 | 17 de febrero de 2022 | One Absurd Day                               | 5,076 % (4.ª)                       | 5,410 % (4.ª)                       |
| 3 | 23 de febrero de 2022 | Something I Had Never Thought Of             | 7,414 % (1.ª)                       | 7,806 % (1.ª)                       |
| 4 | 24 de febrero de 2022 | Choice                                       | 7,540 % (1.ª)                       | 8,700 % (1.ª)                       |
| 5 | 2 de marzo de 2022    | Rajmáninov Piano Concerto No. 2              | 5,537 % (2.ª)                       | 6,183 % (2.ª)                       |
| 6 | 3 de marzo de 2022    | Conviction                                   | 6,945 % (2.ª)                       | 7,691 % (1.ª)                       |
| 7 | 16 de marzo de 2022   | The Inconvenient Truth                       | 5,708 % (2.ª)                       | 6,331 % (1.ª)                       |
| 8 | 17 de marzo de 2022   | When You Think It's the End                  | 7,229 % (1.ª)                       | 8,141 % (1.ª)                       |
| 9 | 23 de marzo de 2022   | Thousand Nights Over and Over Again          | 6,545 % (1.ª)                       | 6,840 % (1.ª)                       |
| 10 | 24 de marzo de 2022   | He Who Dances Must Pay the Piper             | 7,130 % (1.ª)                       | 7,343 % (1.ª)                       |
| 11 | 30 de marzo de 2022   | About Romance                                | 6,417 % (1.ª)                       | 7,051 % (1.ª)                       |
| 12 | 31 de marzo de 2022   | Samseong-dong, Hyochang-dong and Gocheok-don | 8,122 % (1.ª)                       | 8,941 % (1.ª)                       |
| Promedio | Promedio              | Promedio                                     | 6,506 %                             | 7,074 %                             |
| Especial | 10 de marzo de 2022   | About thirty and nine                        |                                     |                                     |
| - En la tabla superior, en azul aparecen los índices más bajos, y en rojo los más altos. - Este drama se emitió en un canal de cable / televisión de pago que normalmente tiene una audiencia relativamente menor en comparación con las emisoras públicas o de televisión en abierto (KBS, SBS, MBC y EBS). |                       |                                              |                                     |                                     |

### Presencia pública
El 15 de febrero de 2022, Good Data Corporation publicó su clasificación semanal de las series y actores que generaron más comentarios durante la semana. Las listas se compilaron a partir del análisis de artículos de noticias, publicaciones de blogs, comunidades en línea, videos y publicaciones en redes sociales sobre las series que estaban en emisión o que lo estarían próximamente. Treinta y nueve obtuvo el puesto número 9 en la lista de series más comentadas de la semana.
En la lista del 22 de febrero de Good Data Corporation, Treinta y nueve subió al tercer lugar, mientras que las actrices Son Ye-jin y Jeon Mi-do ocuparon los puestos 3 y 6 respectivamente dentro de los diez actores más comentados de la semana.
En la lista del 2 de marzo, la serie continuó tercera, y Son Ye-jin y Jeon Mi-do ocuparon los puestos 3 y 5. El 8 de marzo la serie bajó a la quinta posición y Son Ye-jin estaba en noveno lugar. El 22 y el 29 de marzo Treinta y nueve seguía en quinta posición y la actriz era décima. El 5 de abril la serie subió al cuarto lugar, y Son Ye-jin y Jeon Mi-do ocuparon los puestos 6 y 8.

### Crítica
Jonathan Wilson (Ready Steady Cut), en su comentario del primer capítulo, presenta la serie como «una reflexión fundamentada sobre la amistad, las relaciones, el envejecimiento y la mortalidad como la promesa, o tal vez la amenaza, de un hito importante que impulsa a tres mujeres muy diferentes, pero profundamente conectadas, a reconsiderar sus propias vidas y elecciones». A pesar de que se trata de un capítulo de introducción a los personajes y la trama, «el tono firme, las interpretaciones sólidas, el humor efectivo y, a menudo, el encantador sentido del romance dan una fuerte primera impresión».
Más severo es el juicio de William Schwartz (HanCinema) con respecto al segundo capítulo, que encuentra difícil de descifrar: hay «escenas enteras en Treinta y nueve [...] donde es difícil saber cuál era el punto de cualquier cosa». Solamente la anunciada muerte de un personaje parece darle a la serie una apariencia de trama, pero «de cualquier manera, Treinta y nueve tuvo la oportunidad de despertar mi interés y fracasó. Simplemente no hay nada al respecto que sea del todo atractivo».

## Premios y nominaciones
| Año  | Premio                    | Categoría               | Candidato       | Resultado | Ref.          |
| ---- | ------------------------- | ----------------------- | --------------- | --------- | ------------- |
| 2022 | 58.º Baeksang Arts Awards | Mejor actriz de reparto | Kang Mal-geum   | Nominada  | [ 58 ] [ 59 ] |
| 2022 | APAN Star Awards          | Mejor actriz            | Kim Ji-hyun     | Nominada  | [ 60 ]        |
| 2022 | Bechdel Day               | Bechdel's Choice 5      | Treinta y nueve | Ganadora  | [ 61 ]        |
| 2022 | Bechdel Day               | Mejor guion             | Yoo Yeong-ah    | Ganadora  | [ 62 ]        |